# Złotków
Złotków – wieś w Polsce położona w województwie wielkopolskim, w powiecie konińskim, w gminie Kleczew.
Pierwsza wzmianka o historii wsi pochodzi z 1284 roku. Była własnością kapituły gnieźnieńskiej. 
We wsi znajduje się murowany kościół rzymskokatolicki pod wezwaniem Imienia Najświętszej Maryi Panny wybudowany w latach 1880-86. W jego wnętrzu znajduje się kilka starszych zabytków, m.in. rzeźbiona późnorenesansowa ambona, trzy ołtarze barokowe z przełomu XVII i XVIII wieku, chrzcielnica rokokowa z około 1770 roku oraz obraz z 1640 roku. 
W okresie PRL-u w Złotkowie założono Zespołowe Gospodarstwo Rolne Spółdzielni Kółek Rolniczych w Kleczewie.  
W latach 1975–1998 miejscowość administracyjnie należała do województwa konińskiego.
We wsi mieści się Szkoła Podstawowa im. Juliana Tuwima, Koło Gospodyń Wiejskich oraz Ochotnicza Straż Pożarna. 